# Here Is Mariah Carey
Here Is Mariah Carey è un album-video della cantautrice statunitense Mariah Carey, pubblicato nel 1993 in VHS. Il disco consiste in un concerto tenuto il 18 giugno 1993 a New York. Il video è uscito in DVD nel 2006.

## Tracce
1. Emotions
2. Hero
3. Someday
4. Without You
5. Make It Happen
6. Dreamlover
7. Love Takes Time
8. Anytime You Need a Friend
9. Vision of Love
10. I'll Be There
11. Dreamlover (music video)